# Facultatea Inginerie Mecanică, Industrială și Transporturi a Universității Tehnice a Moldovei
Facultatea Inginerie Mecanică, Industrială și Transporturi (FIMIT) este una dintre facultățile Universității Tehnice a Moldovei.
Facultatea de Inginerie Mecanică, Industrială și Transporturi (FIMIT) a fost organizată odată cu fondarea Institutului Politehnic din Chișinău, la 30 aprilie 1964, inițial numindu-se Facultatea de Mecanică. Ulterior, în 1993, se divizează în două facultăți, care în 2014 se comasează, formând facultatea cu denumirea actuală. La FIMIT își fac studiile peste 1100 de studenți învățământ de licență și master, cu frecvență și cu frecvență redusă.

## Departamente
- Transporturi
- Bazele Proiectării Mașinilor
- Matematică
- Inginerie Mecanică
- Ingineria Fabricației

## Studii

### Programe de studii licență:
- Inginerie Mecanică (în industria alimentară)
- Mașini și instalații frigorifice, sisteme de climatizare
- Tehnologia construcțiilor de mașini
- Mașini și sisteme de producție
- Tehnologii digitale în fabricație
- Inginerie și management în construcția de mașini
- Ingineria transportului auto
- Inginerie și management în transporturi
- Inginerie agrară

### Programe de studii master:
- Inginerie mecanică
- Managementul și exploatarea transportului
- Siguranța și ecologizarea transportului rutier
- Ingineria produselor și a proceselor în construcția de mașini
- Inginerie și managemant în sisteme de producție
- Pedagogie vocațională – Inginerie și fabricație
- Sisteme și tehnologii avansate în ingineria transportului auto
- Mentenanța și fiabilitatea autovehiculelor
- Agroinginerie

### Programe de studii doctorat:
- Teoria mașinilor, Mecatronică
- Tribologie
- Tehnologii, procedee și utilaje de prelucrare
- Termotehnică, mașini termice și instalații frigorifice
- Mașini și echipamente tehnice
- Tehnologii și mijloace tehnice pentru agricultură și dezvoltarea rurală
- Ingineria și managementul producerii (pe ramuri ale producerii industriale)